# 육현욱
육현욱(1981년 6월 12일~)은 대한민국의 배우이다. 본명은 육동욱이다.

## 경력
- 스타서치 단원
- SJA무용단 단원

## 출연작품

### 뮤지컬/연극
- 《매직카펫라이드》
- 《달고나》
- 《토요일 밤의 열기》
- 《천국과 지옥》
- 《알라딘》
- 《염라국의 크리스마스》
- 2006년 《더 콘보이쇼 - ATOM
- 2007년 《젊음의 행진》- 황치훈 역
- 2007년 《알타보이즈》- 후안 역
- 2008년 《시카고》
- 2009년 《마이 스케어리 걸》- 계동 외 멀티맨2 역
- 2009년 《스프링 어웨이크닝》- 오토 역
- 2010년 《코러스라인》
- 2010년 《더 콘보이쇼 - ATOM》- 사리 역
- 2011년 《늑대의 유혹》
- 2011년 《밀당의 탄생》- 남이 역
- 2002년 《밀당의 탄생》- 해명왕자 역
- 2013년 《김종욱 찾기》- 멀티맨 역
- 2013년 《달을 품은 슈퍼맨》- 도현 역
- 2013년 《웨딩싱어》- 조지 역
- 2014년 《싱잉인더레인》- 코스모 브라운 역
- 2015년 《인더하이츠》- 소니 역
- 2016년 《지구를지켜라》- 추형사, 멀티 역
- 2016년 《인더하이츠》- 소니 역
- 2017년 《지구를지켜라》- 추형사, 멀티 역
- 2018년 《아마데우스》- 작은바람들 역
- 2018년 《이블데드》- 제이크 역
- 2018년 《생쥐와 인간》- 컬리/슬림 역
- 2018년 《광화문연가》- 그대들 역
- 2019년 《앙상블》- 현욱 역
- 2019년 《시라노》- 라그노 역
- 2019년 《환상동화》- 예술광대 역
- 2020년 《리차드3세》- 리차드 역
- 2020년 《지구를지켜라》- 추형사, 멀티 역
- 2020년 《썸씽로튼》- 클래팸 경, 유랑 악사 역

## 수상 및 후보
| 연도 | 시상식                | 부문     | 작품              | 결과 |
| ---- | --------------------- | -------- | ----------------- | ---- |
| 2009 | 제15회 한국뮤지컬대상 | 앙상블상 | 스프링 어웨이크닝 | 수상 |